# Поних, Петр
Пе́тр По́них, немецкий вариант — Петрус Паннах (в.-луж.  Pětr Ponich, нем. Petrus Pannach, 13 января 1716 года, Жидов, Лужица — 5 июня 1785 года, Малешецы, Лужица) — лютеранский священнослужитель и серболужицкий краевед.

## Биография
Родился 13 января 1716 года в крестьянской семье в Жидове, пригороде Будишина. Окончил гимназию в Будишине. С 1737 года изучал теологию в Лейпциге. Будучи студентом принимал участие в деятельности серболужицкого культурно-просветительского общества «Сербского проповеднического общества». После обучения возвратился в Будишин. Работал некоторое время домашним учителем и помогал местному лютеранскому пастору Яну Кристофу Лангу. В 1743 году был назначен настоятелем в одном из лютеранских приходов в Будишине. В 1747 году его перевели настоятелем в деревню Немске-Енкецы. В 1759 году его назначили настоятелем в деревню Малешецы, где он прослужил до своей кончины в 1785 году.
Будучи лютеранским священнослужителем, собирал исторические сведения о храмах в Лужице. На основе своих исследований написал краеведческую книгу на немецком языке «Kurzer Entwurf einer Oberlausitz-wendischen Kirchenhistorie», которую издал в Будишине в 1767 году.
Был отцом серболужицкого писателя Самуэля Богувера Пониха (род. 1748) и библиофила Богачесть Бедриха Пониха (род. 1761).